# Bukit (Kuta Makmur)
Bukit is een bestuurslaag in het regentschap Aceh Utara van de provincie Atjeh, Indonesië. Bukit telt 724 inwoners (volkstelling 2010).